# Đảng Cô gái Chính trị gia 48
Đảng Cô gái Chính trị gia 48, tiền thân là Đảng Bảo vệ Nhân dân khỏi NHK, tự viết tắt là Seijika Joshi (cô gái chính trị gia), được biết đến trước đó là Đảng chống NHK, hay đơn giản là Đảng NHK là một đảng chính trị theo chủ nghĩa dân túy và đơn lẻ ở Nhật Bản được thành lập vào ngày 17 tháng 6 năm 2013 bởi nhà hoạt động Tachibana Takashi. Mục tiêu ban đầu của đảng là chống lại lệ phí giấy phép của Hiệp hội Truyền thông Nhật Bản NHK và tuyên ngôn của tổ chức này chỉ bao gồm "NHK o bukkowasu!" (NHKをぶっ壊す！, "Phá hủy NHK!")., với yêu cầu là sửa đổi Luật phát sóng năm 1950 để thực hiện phát sóng tranh giành, có nghĩa là chỉ những người xem NHK mới trả tiền. Nó đã trải qua một loạt lần đổi tên, gần đây nhất (tính đến tháng 7 năm 2021) là Bên đấu tranh chống lại NHK trong phiên tòa vì vi phạm Điều 72 của Đạo luật Luật sư (tiếng Nhật: NHKと裁判してる党弁護士法72条違反で).
Đảng này đã bị một số nhà bình luận và nhà khoa học chính trị gọi là đảng bên lề hoặc trò đùa, mặc dù đôi khi đã đạt được thành công trong các cuộc bầu cử quốc gia. đảng này đã đổi tên nhiều lần trong những năm 2020, gần đây nhất là đổi tên đảng hiện tại.